# Kościół Narodzenia Najświętszej Maryi Panny w Krzywczy
Kościół Narodzenia Najświętszej Maryi Panny – rzymskokatolicki kościół parafialny należący do dekanatu Dubiecko archidiecezji przemyskiej.

## Historia

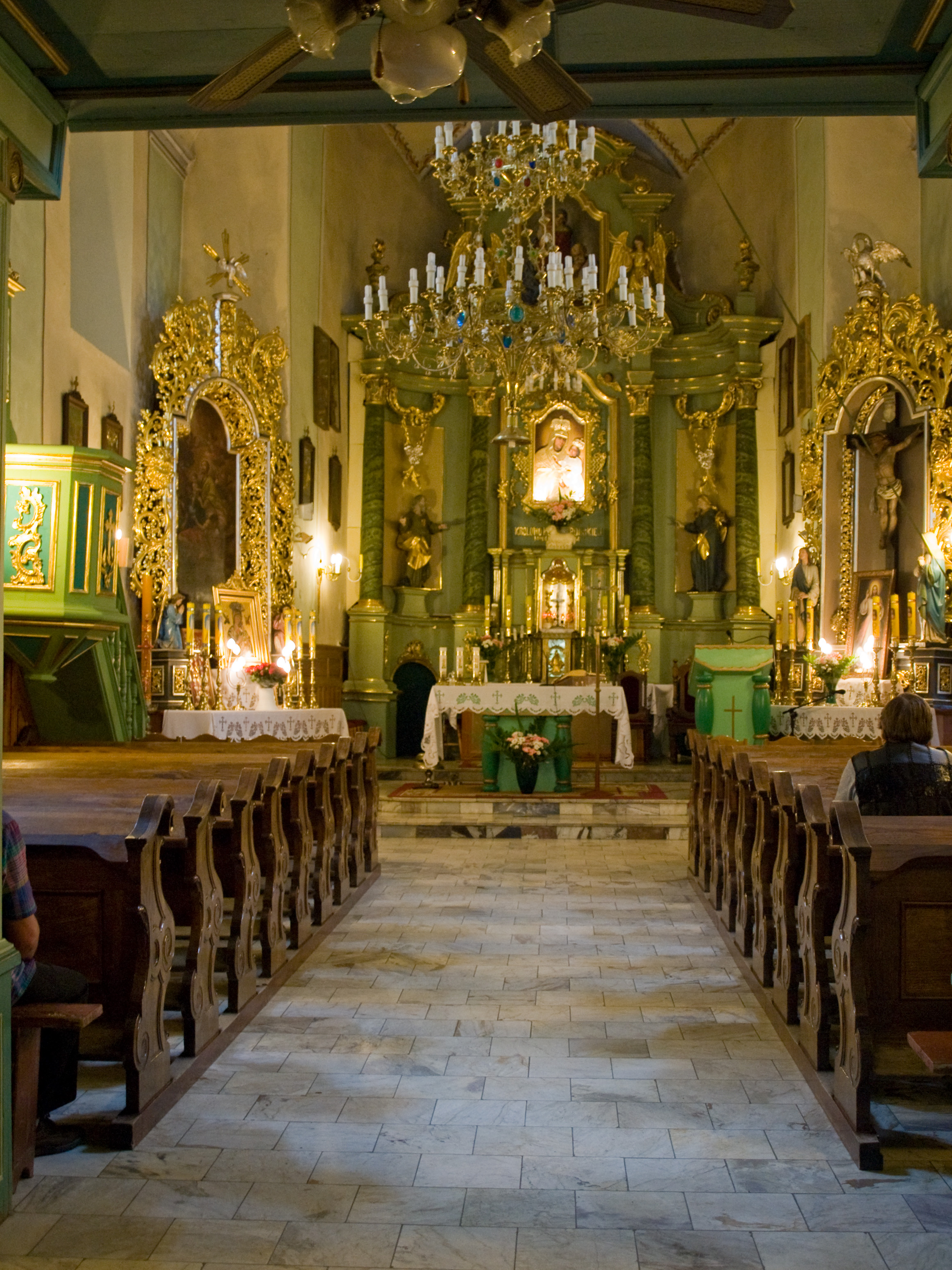
Wnętrze kościoła (2011)

Obecna świątynia została wzniesiona przez Marcina Krasickiego, wojewodę podolskiego w latach 1625—1630. W międzyczasie została gruntownie przebudowana. Kościół został zbudowany na planie krzyża i posiada jedną nawę. Wymiary świątyni to: szerokość w nawie 8.30 metrów, absyda 5.20 metrów, natomiast długość wraz z absydą 20.5 metrów. Jest to budowla murowana, wzniesiona z kamienia nieobrobionego na glinie, częściowo z cegły. Świątynia z zewnątrz przedstawia się jako zwykły prostokąt, posiadający ściany zupełnie gładkie, bez żadnych wnęk, gzymsów. Nawa zakończona jest wspomnianą wyżej absydą. Wnętrze nakryte jest sklepieniem beczkowatym, wykonanym z desek i ozdobionym polichromią z 1927 roku namalowaną pod kierunkiem przemyskiego artysty malarza Mariana Strońskiego. Na malowanie świątyni parafianka Katarzyna Beniacka – zamieszkała w Stanach Zjednoczonych – ofiarowała świątyni w Krzywczy grunt o powierzchni 400 sążni. Od strony południowo-wschodniej znajduje się dobudowana do nawy zakrystia, drzwi do niej pierwotnie były drewniane (obecnie są okute blachą). Przed przebudową zakrystia była zbudowana z kamienia nieobrobionego i nakryta była sklepieniem murowanym – wymiary zakrystii to: szerokość 3.60 metrów, długość 3.70 metrów. W 1925 świątynia została pokryta blachą, została także wzniesiona większa wieża (sygnaturka). Parafianie, którzy wyjechali do Stanów Zjednoczonych, zorganizowali zbiórkę na pokrycie świątyni blachą. Zostało zebranych 89 dolarów. Do grona ofiarodawców należeli m.in. Jan Bukowski, Albina Mecińska, Maria Malae z Sobolów, Piotr Rostecki, Franciszka Ferenc z Wolańskich, Jan Naleśnik, Maria Turek. Na elewacji frontowej we wnęce po zamurowanym oknie znajduje się figura św. Jana Bożego ufundowana przez Jana Jocza właściciela Krzywczy. 
W okresie międzywojennym ksiądz W. Solecki zbierał fundusze na budowę nowej świątyni. Fundusz ten 26 kwietnia 1916 roku miał na ten cel obligację pożyczki wojennej austriackiej na sumę 10 275 koron. Obligacje te zostały zamienione na długoterminową książeczkę oszczędnościową. Zapewne w czasie II wojny światowej cała ta suma przepadła. 
W 1968 r. w kościele w Krzywczy umieszczono  obraz Matki Bożej z kościoła ormiańskiego w Śniatynie na Pokuciu. Obraz ten wraz z wotami  przewiózł w 1946 r. ostatni proboszcz śniatyński, ks. Kajetan Amirowicz. 